# Огърлица
Огърлицата (още гердан, колие) е вид бижу, което се носи около врата. Често се прави от различни видове метали и гарнира с цветни камъни – скъпоценни или полускъпоценни, дърво (обикновено гравирано и полирано), стъкло, пера, черупки, мъниста или корали. Най-скъпи са диамантените огърлици. Други са вплетени или произведени от плат с помощта на канап или връв.

## История
Известни са от дълбока древност.
Счита се, че първите огърлици са се появили по време на каменната епоха.

## Разновидности
За едно от най-популярните бижута, съществуват разнообразни видове:

### Пендари
Нанизи с пендари – златни монети, циркулиращи в Османската империя.

### Чокър
Силно прилепнало към шията колие.

### Торква
Метален пръстен за врата, популярен за скитската, илирийската, тракийската, келтската и др. култури.

### Яка (БДСМ)
Яка от разнороден материал, чието предназначение е да покаже подчинения характер на притежателя, в контекста на БДСМ.

### Огърлие (награда)
Богато украсена верига, изпълнена в благородни метали и скъпоценни камъни. Обичайно се състои от редуващи се медальони, свързани с орнаменти и вензела (знак, съставен от художествено преплетени начални букви) и централен по-голям медальон (с форма на кръст, звезда и др.).
Връчва се като:
- награда (например „Орден на розата“)
- като принадлежност към асоциация или членство в различни рицарски ордени (напр. „Орден на жартиерата“)

### Яки на жените-жирафи
Медните пръстени се носят около врата и глезените от т.нар. „жени-жирафи“ от племето Падонг. Племето Падонг е от групата на Карен, Мианмар.
- Чокър
- Торква
- БДСМ яка
- „Орден на жартиера“
- „Жена-жираф“